# Bà Sa
Bà Sa (mất 112, trị vì 80–112) là người trị vì thứ năm của Tân La, một trong Tam Quốc Triều Tiên. Ông thường được gọi là Bà Sa ni sư kim, ni sư kim (isageum) là một tước hiệu vào thời kỳ đầu của Tân La. Theo Tam quốc sử ký (Samguk Sagi), ông là người con trai thứ hai của Nho Lý, hoặc là người con trai người đệ của Nho Lý, tức Nại Lão (Naero). Nếu ông là cháu của Nho Lý, điều này có thể chỉ dấu một sự ủng hộ mạnh mẽ của gia tộc Tích (Seok). Ông mang họ Phách (Park) của vương tộc Tân La.
Năm 87, ông đã cho xây dựng tòa thành đầu tiên của Tân La được ghi chép lại là nằm ngoài khu vực kinh đô Gyeongju (Khánh Châu). Năm 94, khi liên minh Già Da (Gaya) láng giềng tấn công, Bà Sa đã cử 1.000 kị binh để ứng phó. Khi Già Da tấn công tiếp vào hai năm sau, ông đích thân dẫn 5.000 lính đi chiến đấu và lại giành được thắng lợi. Bà Sa sau đó đã nhượng bộ khi có một sứ thần đến từ Già Da, song vẫn duy trì ưu thế đối với liên minh này. Năm 101, vương đô kim thành là Nguyệt Thành (Wolseong) lần đầu tiên được xây dựng. Các phần còn lại của thành nay vẫn hiện diện ở trung tâm Gyeongju.
Năm sau, Tân La giành quyền kiểm soát tiểu quốc độc lập Tất Trực Quốc (Siljik-guk, nay thuộc Samcheok), Âm Chấp Phạt (Eumjipbeol, nay ở phía bắc Gyeongju), và Áp Đốc (Apdok, nay thuộc Gyeongsan). Sáu năm sau, ông chinh phục được các nước Bỉ Chỉ (Biji, nay thuộc Hapcheon), Đa Phạt (Dabeol, nay thuộc Pohang), và Thảo Bát (Chopal, nay thuộc Changwon). Vương quốc kình địch Bách Tế đã tấn công Tân La vào năm 85, song Bà Sa đã giảng hoàn với Kỉ Lâu Vương của Bách Tế năm 105.